# 노다촌 (오사카부 미나미카와치군)
노다촌(일본어: 野田村)은 일본 [오사카부]] 미나미카와치군에 설치되었던 촌이다. 현재의 사카이시 히가시구 일부에 해당한다.

## 역사
- 1889년 4월 1일 - 정촌제 시행에 의해 단난군 노다촌이 성립하였다.
- 1896년 4월 1일 - 군 통합에 의해 미나미카와치군이 성립하였다.
- 1950년 4월 1일 - 오쿠사촌과 합병해 도미오카정이 성립하여, 동일 노다촌은 폐지되었다.